# Thiepval
Thiepval és un municipi francès situat al departament del Somme i a la regió dels Alts de França. L'any 2007 tenia 106 habitants.

## Demografia

### Població
El 2007 la població de fet de Thiepval era de 106 persones. Hi havia 34 famílies de les quals 3 eren unipersonals (3 homes vivint sols), 14 parelles sense fills, 14 parelles amb fills i 3 famílies monoparentals amb fills.
La població ha evolucionat segons el següent gràfic:
Habitants censats

### Habitatges

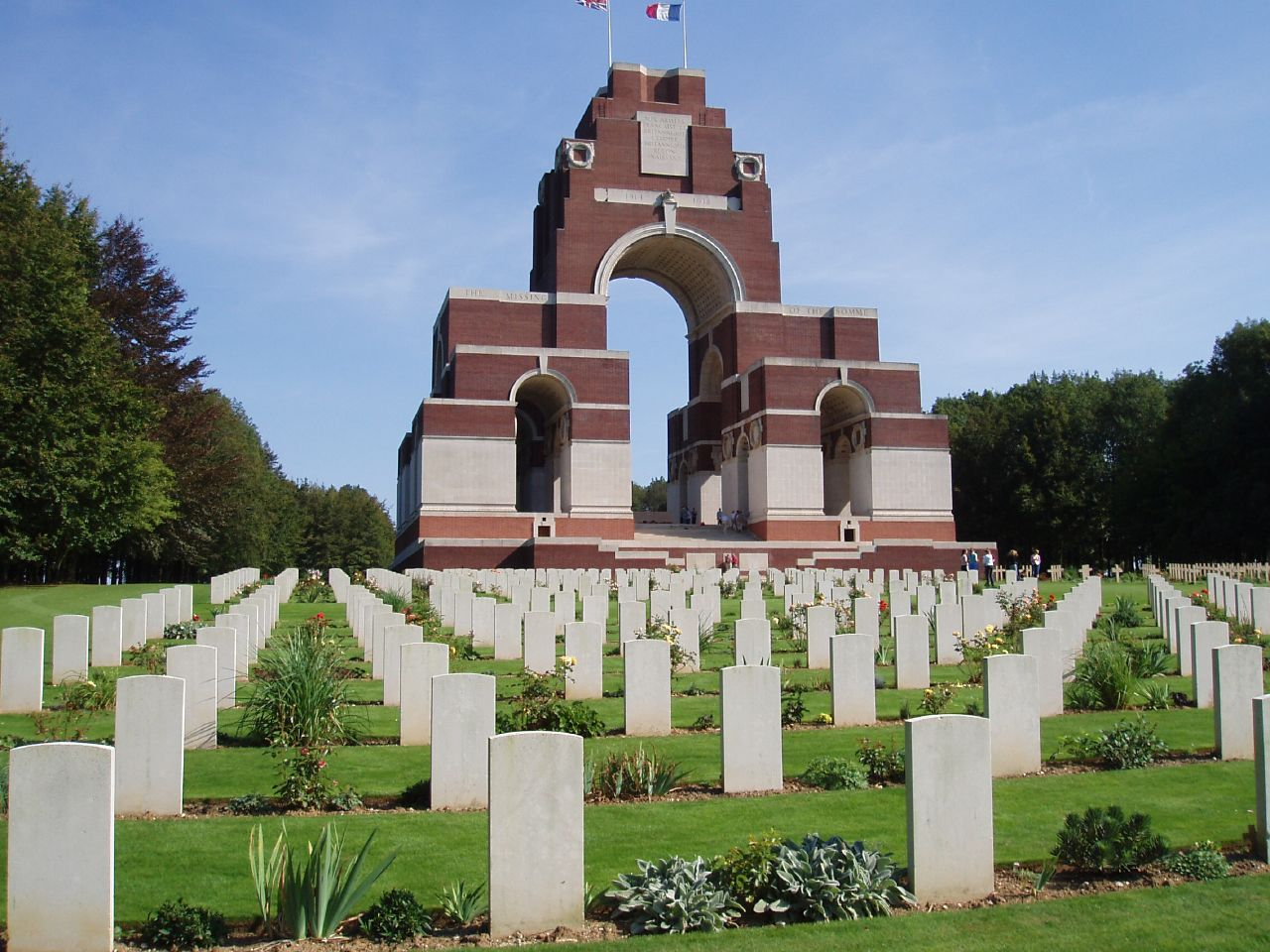
Memorial cementiri de Thiepval

El 2007 hi havia 43 habitatges, 37 eren l'habitatge principal de la família, 2 eren segones residències i 4 estaven desocupats. Tots els 43 habitatges eren cases. Dels 37 habitatges principals, 21 estaven ocupats pels seus propietaris, 15 estaven llogats i ocupats pels llogaters i 1 estava cedit a títol gratuït; 3 tenien dues cambres, 3 en tenien tres, 15 en tenien quatre i 17 en tenien cinc o més. 37 habitatges disposaven pel capbaix d'una plaça de pàrquing. A 15 habitatges hi havia un automòbil i a 19 n'hi havia dos o més.

### Piràmide de població

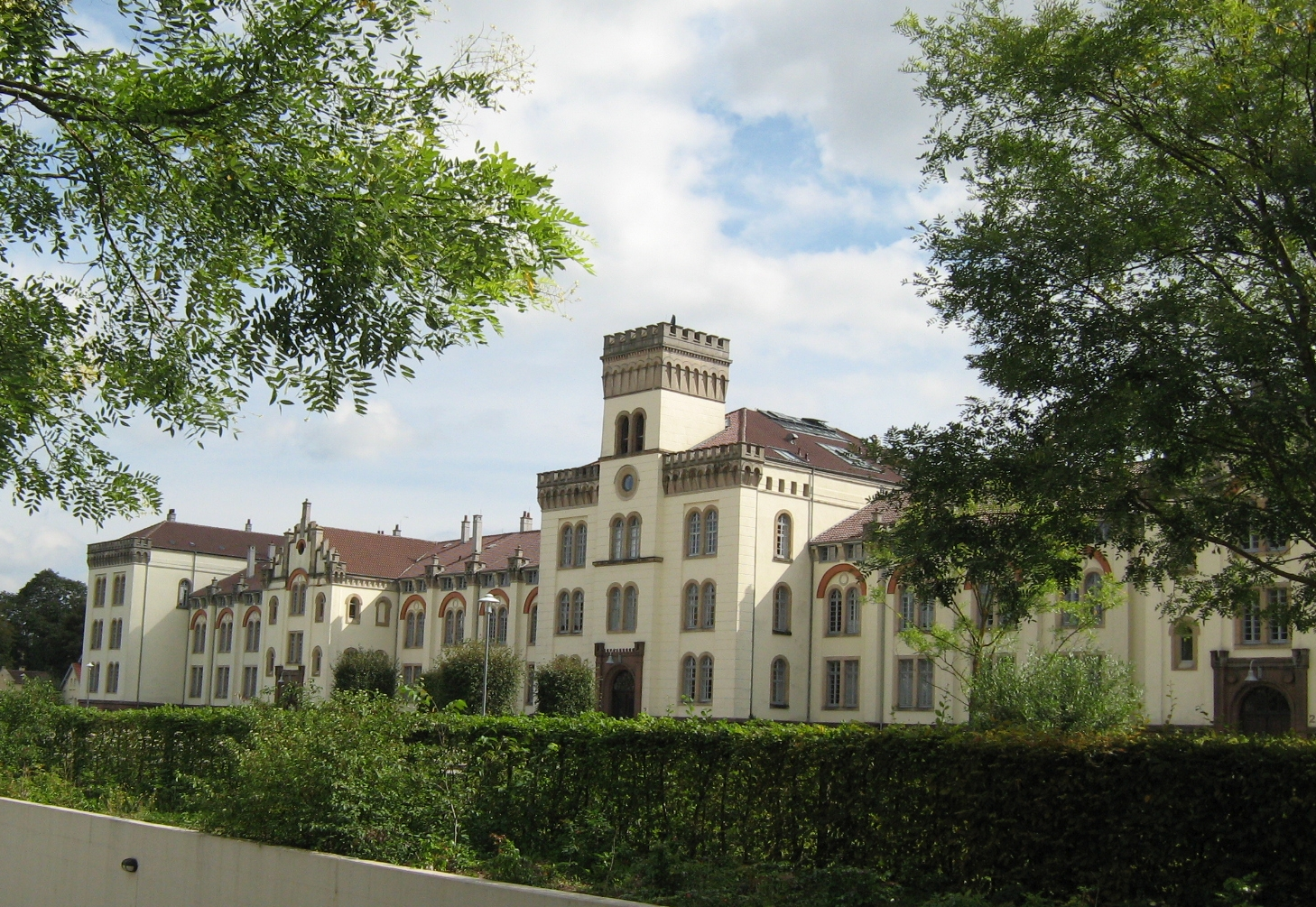
Caserna

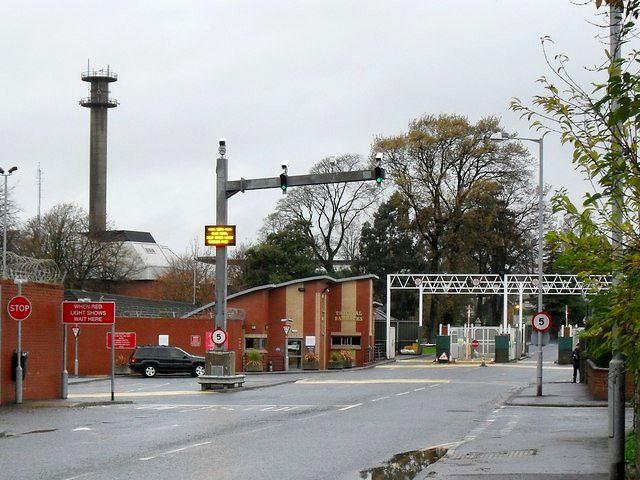
Barraques

La piràmide de població per edats i sexe el 2009 era:
| Homes | Edats   | Dones |
| ----- | ------- | ----- |
| 0     | 95 o +  | 0     |
| 0     | 90 a 94 | 0     |
| 0     | 85 a 89 | 8     |
| 0     | 80 a 84 | 0     |
| 0     | 75 a 79 | 0     |
| 4     | 70 a 74 | 8     |
| 0     | 65 a 69 | 0     |
| 0     | 60 a 64 | 4     |
| 8     | 55 a 59 | 0     |
| 4     | 50 a 54 | 8     |
| 0     | 45 a 49 | 0     |
| 0     | 40 a 44 | 4     |
| 0     | 35 a 39 | 0     |
| 4     | 30 a 34 | 0     |
| 8     | 25 a 29 | 8     |
| 0     | 20 a 24 | 8     |
| 0     | 15 a 19 | 4     |
| 0     | 10 a 14 | 0     |
| 0     | 5 a 9   | 4     |
| 4     | 0 a 4   | 0     |

## Economia

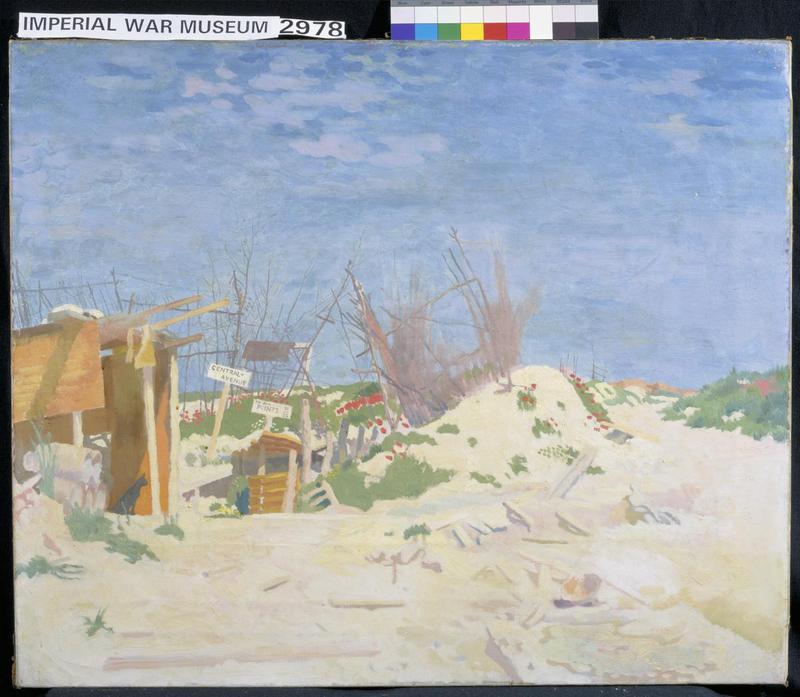
Carrer principal

El 2007 la població en edat de treballar era de 61 persones, 45 eren actives i 16 eren inactives. De les 45 persones actives 39 estaven ocupades (22 homes i 17 dones) i 6 estaven aturades (3 homes i 3 dones). De les 16 persones inactives 6 estaven jubilades, 3 estaven estudiant i 7 estaven classificades com a «altres inactius».
Activitats econòmiques
Dels 3 establiments que hi havia el 2007, 1 era d'una empresa extractiva, 1 d'una empresa de fabricació d'altres productes industrials i 1 d'una empresa immobiliària.
L'únic servei als particulars que hi havia el 2009 era un taller de reparació d'automòbils i de material agrícola.
L'any 2000 a Thiepval hi havia 4 explotacions agrícoles.

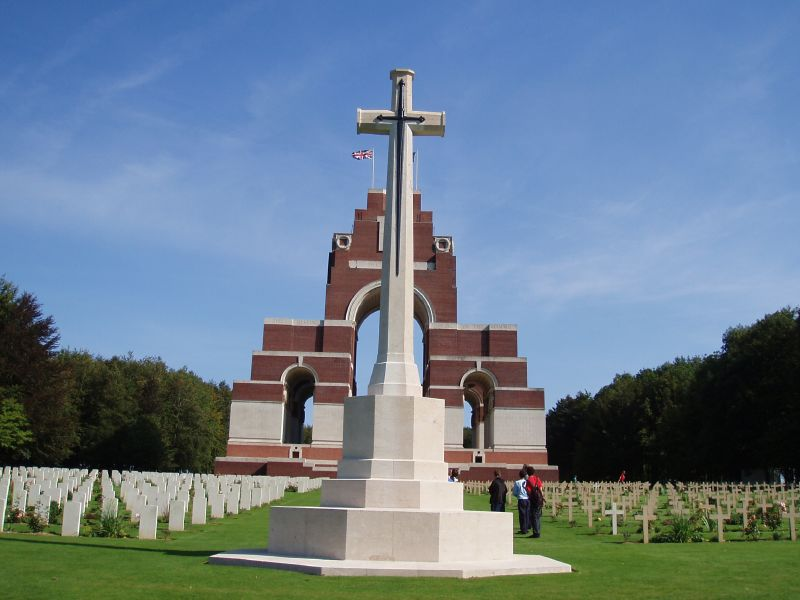
Memorial

## Poblacions més properes

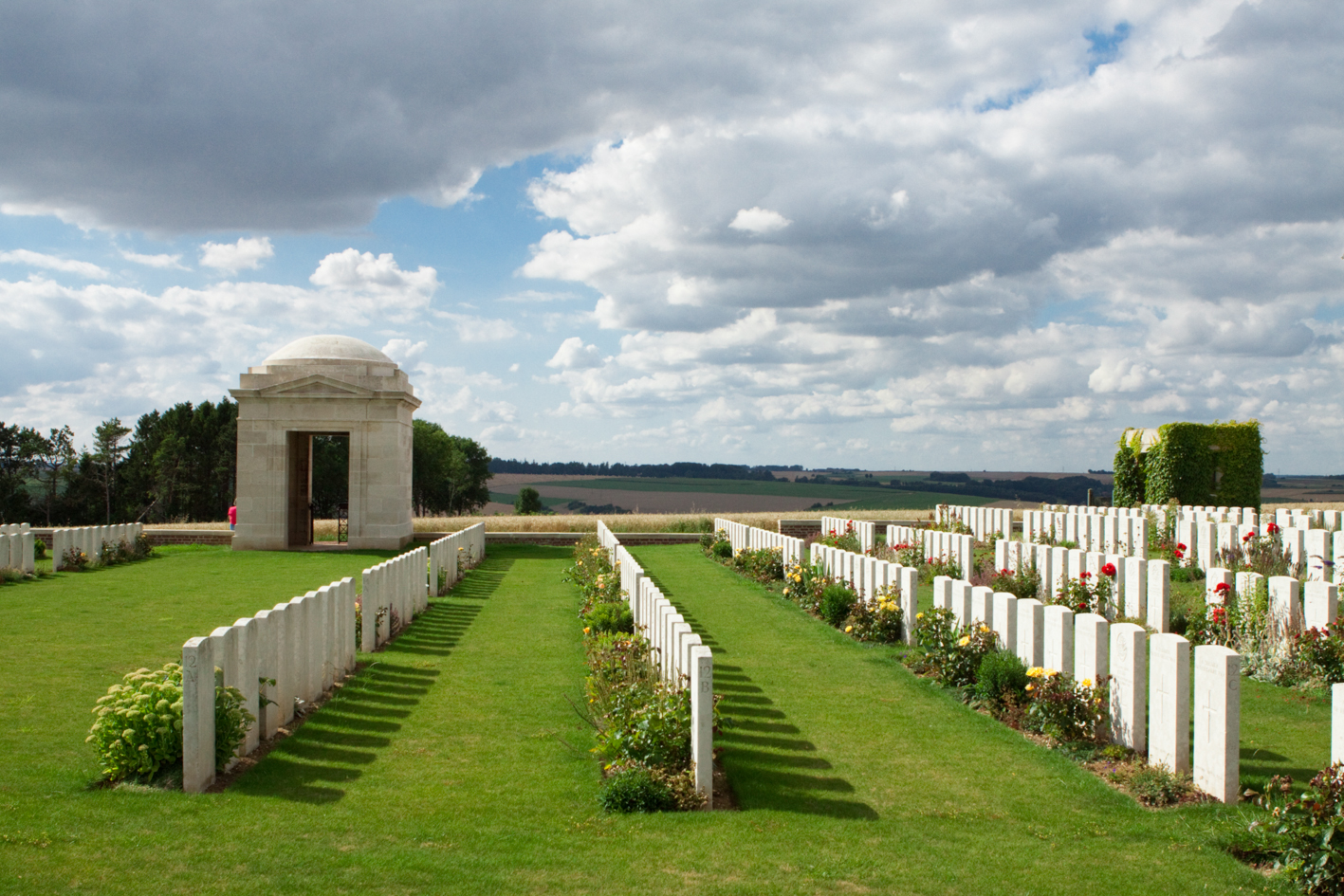
Cementiri Mid Road

El següent diagrama mostra les poblacions més properes.